# Witold Gorayski

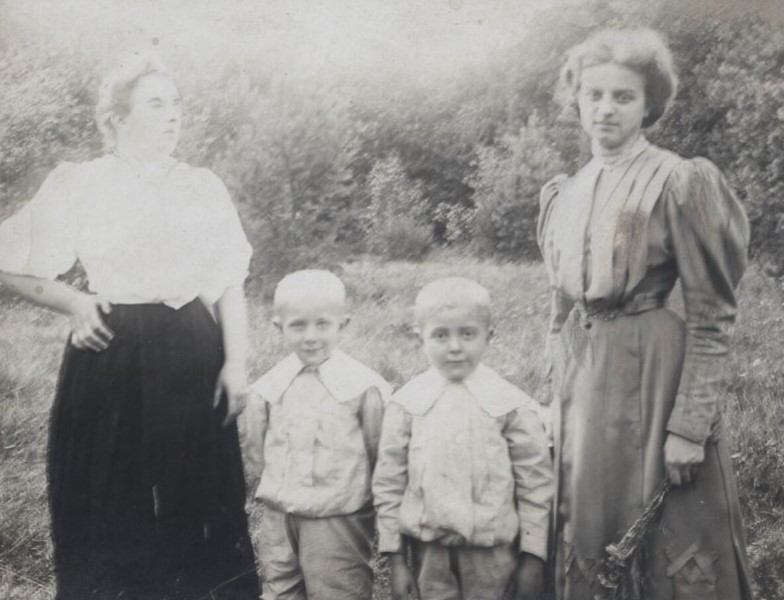
Helena Gorayska z synami Witoldem i Tadeuszem w towarzystwie Marii Niczke

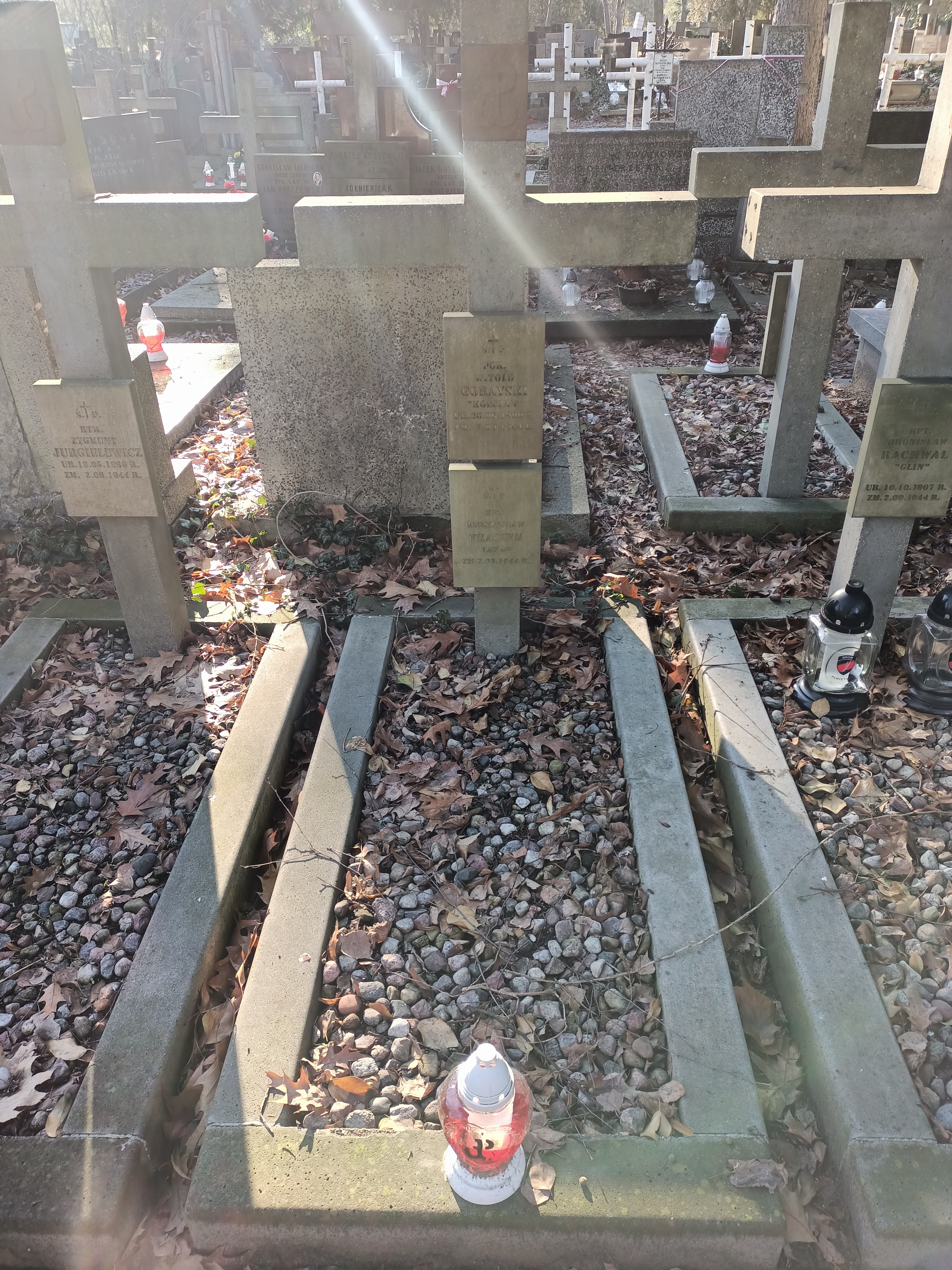
Grób Witolda Gorayskiego na Cmentarzu Wojskowym na Powązkach

Witold Gorayski, ps. „Kołczan” (ur. 30 czerwca 1900 w Warszawie, zm. 2 września 1944 tamże) – polski prawnik i urzędnik, porucznik kawalerii rezerwy Wojska Polskiego, kawaler Orderu Virtuti Militari.

## Życiorys
Urodził się 30 czerwca 1900 w Warszawie, w rodzinie Adama (zm. 1950) i Heleny z Korab-Kołdowskich (ok. 1874–1962). Był bratem bliźniakiem Tadeusza Zbigniewa ps. „Topór” (1900–1944), porucznika kawalerii rezerwy Wojska Polskiego, wiceprokuratora okręgowego w Warszawie.
Witold uczęszczał do Gimnazjum im. Mikołaja Reja w Warszawie, a po wybuchu I wojny światowej kontynuował naukę w Moskwie, w Gimnazjum Centralnego Komitetu Obywatelskiego Królestwa Polskiego w Rosji. 10 lipca 1918 wrócił do Warszawy i zapisał się na Wydział Prawa Uniwersytetu Warszawskiego.
13 listopada 1918 jako ochotnik wstąpił do 3. szwadronu 3 pułku ułanów. W szeregach tego oddziału walczył na wojnie z Ukraińcami, a następnie na wojnie z bolszewikami. Wyróżnił się 1 lipca 1920 w walce pod wsią Wełyka Hłumcza, w trakcie której został ranny w lewe ucho. Następnego dnia został wzięty do niewoli bolszewickiej, ale przez przełożonych uznany został za poległego. Za męstwo wykazane w walce pod wsią Wełyka Hłumcza Naczelny Wódz marszałek Józef Piłsudski nadał mu „pośmiertnie” Order Virtuti Militari. 5 czerwca 1921 dowódca 3. szwadronu 3 puł. rotmistrz Mieczysław Borkowski we wniosku na odznaczenie Orderem Virtuti Militari napisał: „(...) szwadron pułku 3 ułanów następował na lewym skrzydle 1 Dyw. Leg. na znacznie przeważające sił bolszewickie. Szwadron cały czas posuwał się pod huraganowym ogniem karabinów maszynowych i bombomiotów. Gdy szwadron zbliżył się do wsi starszy ułan Gorayski będąc ranny w szyję, nie bacząc na ujście krwi i ból, pierwszy podniósł się i rzucił się na bagnety, pociągając oddział. Czynem swym zdecydował o naszym powodzeniu. Wieś została zdobyta i znaczna zdobycz dostała się do naszych rąk. St. uł. Gorayski drogo zapłacił za swe bohaterstwo, gdyż zginął”. 27 lipca 1921 Witold Gorayski wrócił z niewoli, a 22 sierpnia tego roku został zwolniony z wojska.
7 lipca 1926 prezydent RP mianował go podporucznikiem w rezerwie ze starszeństwem z 1 lipca 1925 i 305. lokatą w korpusie oficerów kawalerii, a minister spraw wojskowych wcielił do 10 pułku ułanów w Białymstoku. W 1926 ukończył studia na Wydziale Prawa i Nauk Politycznych Uniwersytetu Warszawskiego i otrzymał stopień magistra praw. 5 stycznia 1927 został mianowany aplikantem w okręgu sądu apelacyjnego w Warszawie. Po odbyciu aplikacji sądowej został mianowany asesorem sądowym w okręgu sądu apelacyjnego w Warszawie. Pełnił obowiązki sędziego śledczego w Warszawie. 27 lutego 1930 został zwolniony ze stanowiska asesora sądowego. 1 kwietnia 1930 został zatrudniony w Wydziale Prawnym Ministerstwa Komunikacji na stanowisku referendarza w VII stopniu służbowym. W 1938 był radcą w tym ministerstwie.
W 1934, jako oficer rezerwy pozostawał w ewidencji Powiatowej Komendy Uzupełnień Warszawa Miasto III. Posiadał przydział do Oficerskiej Kadry Okręgowej Nr I. Był wówczas w grupie oficerów „reklamowanych na 12 miesięcy”.
W czasie powstania warszawskiego, w stopniu porucznika, służył w Komendzie Obwodu Śródmieście Armii Krajowej na stanowisku inspektora Wojskowej Służby Ochrony Powstania. Poległ 2 września 1944. Został pochowany na Cmentarzu Wojskowym na Powązkach (kwatera A27, rząd 9, grób 11–12).
Był żonaty z Bronisławą z Chruścielewskich, dzieci nie miał.

## Ordery i odznaczenia
- Krzyż Srebrny Orderu Wojskowego Virtuti Militari nr 4288[11][19][20][21]
- Krzyż Walecznych nr 18502[22]
- Złoty Krzyż Zasługi – 7 listopada 1938 „za zasługi w służbie państwowej”[16]
- Medal Pamiątkowy za Wojnę 1918–1921[22]
- Odznaka za Rany i Kontuzje z jedną gwiazdką[23]